# Records des îles Caïmans d'athlétisme
Les records des îles Caïmans en athlétisme sont ceux déterminés pas la fédération locale.

## Records

### Hommes
| Epreuve | Record             | Athlète                                                                  | Date             | Meeting                                           | Lieu                              | Ref    |
| --- | ------------------ | ------------------------------------------------------------------------ | ---------------- | ------------------------------------------------- | --------------------------------- | ------ |
| 100 m | 9.95 (+1.8 m/s)    | Kemar Hyman                                                              | 7 juillet 2012   | Meeting de Atletismo Madrid                       | Madrid, Espagne                   | [ 1 ]  |
| 200 m | 20 s 51 (+1,3 m/s) | Jaiden Reid                                                              | 9 mai 2024       | Championnats SEC                                  | Gainesville                       | [ 2 ]  |
| 400 m | 44 s 99            | Jamal Walton                                                             | 21 juillet 2017  | Championnats panaméricains juniors                | Trujillo                          | [ 3 ]  |
| 800 m | 1:50.22            | Jon Rankin                                                               | 8 avril 2011     | Rafer Johnson / Jackie Joyner-Kersee Invitational | Westwood, Los Angeles, États-Unis | [ 4 ]  |
| 1500 m | 3:46.09            | Jon Rankin                                                               | 15 juillet 2011  | Championnats d'Amérique centrale et des Caraïbes  | Mayagüez, Porto Rico              | ,      |
| 3000 m | 9:59.68            | Junior Hines                                                             | 27 mars 2005     | CARIFTA Games                                     | Bacolet, Trinité-et-Tobago        |        |
| 5000 m | 14:08.09           | Jon Rankin                                                               | 11 mars 2011     | Oxy Distance Carnival                             | Los Angeles, États-Unis           | [ 7 ]  |
| 10 000 m | 30 min 39 s 42     | Dominic Dyer                                                             | 6 avril 2019     | Colonial Relays                                   | Williamsburg                      | [ 8 ]  |
| Semi marathon | 1:22:41            | Mark Hydes                                                               | 5 mai 2002       |                                                   | Bruxelles, Belgique               |        |
| Marathon | 2:40:28            | Tony Keely                                                               | 22 October 2000  | Chicago Marathon                                  | Chicago, États-Unis               |        |
| 110 m haies | 13 s 36 (+0,4 m/s) | Ronald Forbes                                                            | 30 avril 2016    | NTC Star Sprint Series                            | Clermont                          | [ 9 ]  |
| 400 m hurdles | 51.23              | Junior Hines                                                             | 25 mai 2012      | NAIA Championship                                 | Marion, États-Unis                | [ 10 ] |
| 3000 m steeple | 12:12.29           | Junio Hurlston                                                           | 29 juin 2003     | Island Games                                      | Saint Peter Port, Guernesey       |        |
| Saut en hauteur | 2.19 m             | Omar Wright                                                              | 13 mai 2006      |                                                   | El Paso, États-Unis               |        |
| Saut à la perche | 3,00 m             | Maleek Powell                                                            | 27 février 2021  |                                                   | George Town                       | [ 11 ] |
| Saut en longueur | 8.31 m             | Kareem Streete-Thompson                                                  | 1er juillet 2000 |                                                   | Bad Langensalza, Allemagne        |        |
| Triple saut | 16.09 m            | Edward Manderson                                                         | 16 juillet 1995  | Championnats d'Amérique centrale et des Caraïbes  | Guatemala City, Guatemala         |        |
| lancer de poids | 13.34 m            | Shane Evans                                                              | 29 juin 2009     | Islands Games                                     | Mariehamn, Åland                  | [ 12 ] |
| Lancer du disque | 45.36 m            | Michael Letterlough                                                      | 30 avril 2005    |                                                   | Orlando, États-Unis               |        |
| Lancer du marteau | 62.54 m            | Michael Letterlough                                                      | 5 juin 2011      | Kamloops Throws Meet                              | Kamloops, Canada                  | [ 13 ] |
| Lancer du javelot | 75,38 m            | Alexander Pascal                                                         | 7 juin 2017      | Championnats NCAA                                 | Eugene                            | [ 14 ] |
| Décathlon |                    |                                                                          |                  |                                                   |                                   |        |
| (100 m), (long jump), (shot put), (high jump), (400 m) / (110 m hurdles), (discus), (pole vault), (javelin), (1500 m) |                    |                                                                          |                  |                                                   |                                   |        |
| 20 km marche (route)                                                                                                  |                    |                                                                          |                  |                                                   |                                   |        |
| 50 km marche (route)                                                                                                  |                    |                                                                          |                  |                                                   |                                   |        |
| 4x100 m | 39.54              | Îles Caïmans Kemar Hyman Tyrell Cuffy David Hamil Carlos Morgan          | 4 juillet 2009   | Championnats d'Amérique centrale et des Caraïbes  | La Havane, Cuba                   | [ 15 ] |
| 4×200 m | 1:24.91            | Cayman Islands Kemar Hyman Tyrell Cuffy David Hamil Troy Long            | 24 mai 2014      | IAAF World Relays                                 | Nassau, Bahamas                   | [ 16 ] |
| 4 × 400 m | 3 min 13 s 77      | Îles Caïmans Sherlock Brooks Michael Smikle Jeavhon Jackson Karim Murray | 12 juillet 2019  | Jeux des îles                                     | Gibraltar                         | [ 17 ] |